# Erythrodes
Erythrodes ist eine Pflanzengattung innerhalb der Familie der Orchideen (Orchidaceae). Die etwa 26 Arten sind vom tropischen Asien bis zum südwestlichen Pazifik verbreitet.

## Beschreibung

### Vegetative Merkmale
Erythrodes-Arten wachsen als ausdauernde krautige Pflanzen. Sie bilden ein kriechendes Rhizom, das an den Nodien bewurzelt ist. Die aufsteigenden Sprossachse tragen die Laubblätter gleichmäßig verteilt oder in einer lockeren Rosette, etwa in der unteren Hälfte des aufrechten Sprosses. Die Laubblätter sind in kurzen Blattstiel und -spreite gegliedert. Die einfachen grünen oder rot-braunen, etwas fleischigen Blattspreiten sind breit bis schmal oval und oft etwas asymmetrisch. Der röhrenförmige Blattgrund umfasst die Sprossachse.

### Generative Merkmale
Über den Laubblättern setzt sich die Sprossachse als vielblütiger, traubiger Blütenstand fort. Die Blütenstandsachse ist behaart und wird von wenigen Hochblättern umfasst. Die Tragblätter sind mindestens so lang wie Fruchtknoten und der kurze Blütenstiel zusammen. Der Fruchtknoten ist behaart und verdreht. Die zwittrigen Blüten sind resupiniert, zygomorph und dreizählig. Die Blütenhüllblätter sind frei. Die drei Sepalen sind etwa gleich geformt und gleich groß, auf der Außenseite behaart. Die seitlichen Sepalen sind abgespreizt, das obere Sepal bildet mit den ihm anhaftenden seitlichen Petalen eine Röhre. Die seitlichen Petalen sind schmal spatelförmig bis rhombisch. Die Lippe bildet an der Basis einen langen, bei einigen Arten am Ende zweilappigen Sporn. Die Lippe ist zweigeteilt: der basale Teil, das Hypochil, ist schüsselförmig oder u-förmig im Querschnitt; der vordere Teil, das Epichil, ist nach unten zurückgebogen. Die Säule ist länglich geformt und wird nach vorne zu schmaler. Das Staubblatt enthält zwei keulenförmige Pollinien, die über jeweils ein Stielchen mit der Klebscheibe (Viscidium) verbunden sind. Die Narbe besteht aus einer ungeteilten Flächen, die unter dem Trenngewebe zwischen Narbe und Staubblatt (Rostellum) liegt. Das Rostellum ist dreieckig mit einer zweigeteilten Spitze. Die Kapselfrucht ist spindelförmig.

## Standorte
Die Erythrodes-Arten wachsen in der Humusschicht von feuchten Wäldern, gelegentlich auch epiphytisch. Sie gedeihen in Höhenlagen von bis zu 1600 Metern.

## Systematik, botanische Geschichte und Verbreitung
Die Gattung Erythrodes wurde 1825 von Carl Ludwig Blume in Bijdragen tot de Flora van Nederlandsch Indie, Band 8, Seite 410 aufgestellt. Typusart ist Erythrodes latifolia. Der Gattungsname Erythrodes leitet sich vom altgriechischen Wort erythros für „rot“ ab und bezieht sich auf den rot-braunen Blütenstand.
Die Gattung Erythrodes Subtribus Goodyerinae wird innerhalb der Tribus Cranichideae in die eingeordnet. Nach Dressler 1993 lässt sich diese weiter in zwei Gruppen unterteilen; Erythrodes steht zusammen mit der Mehrzahl der Gattungen, die nicht zwei deutlich getrennte Narbenflächen aufweisen. Eine ähnliche Gattungen ist die in Südamerika verbreitete  Microchilus.
Die Gattung Erythrodes ist vom tropischen Asien bis zum südwestlichen Pazifik verbreitet. Von China reicht die Verbreitung über Hinterindien, die indonesischen und philippinischen Inseln bis nach Neuguinea und auf weitere Inseln im Pazifik. 
Etwa 26 Arten gehören zur Gattung Erythrodes:
- Erythrodes aggregata (T.P.Lin & W.M.Lin) T.P.Lin: Taiwan
- Erythrodes amboinensis (J.J.Sm.) J.J.Sm.: Ambon
- Erythrodes bicarinata Schltr.: Papua-Neuguinea
- Erythrodes blumei (Lindl.) Schltr.: Nikobaren bis westliches Malesien
- Erythrodes boettcheri Ames: Nördliches Luzon
- Erythrodes celebensis P.O’Byrne: Sulawesi
- Erythrodes chinensis (Rolfe) Schltr.: Taiwan, Assam bis südliches China und Indochina. Mit zwei Varietäten.[2]
- Erythrodes forcipata Schltr.: Papua-Neuguinea
- Erythrodes glandulosa (Lindl.) Ames: Borneo
- Erythrodes glaucescens Schltr.: Papua-Neuguinea
- Erythrodes hirsuta (Griff.) Ormerod: Östlicher Himalaja bis Hainan
- Erythrodes humilis (Blume) J.J.Sm.: Malaysia, Sumatra, Java
- Erythrodes johorensis (P.O’Byrne) Ormerod: Malaiische Halbinsel
- Erythrodes latifolia Blume: Malaysia, Sumatra, Java
- Erythrodes latiloba Ormerod: Sri Lanka
- Erythrodes oxyglossa Schltr.: Inseln im südwestlichen Pazifik
- Erythrodes papuana Schltr. (Syn.: Erythrodes bicalcarata (R.S.Rogers & C.T.White) W.Kittr.): Papua-Neuguinea[2]
- Erythrodes parvula Kores: Inseln im südwestlichen Pazifik
- Erythrodes praemorsa Schltr.: Papua-Neuguinea
- Erythrodes purpurascens Schltr.: Papua-Neuguinea
- Erythrodes sepikana Schltr.: Papua-Neuguinea
- Erythrodes sutricalcar L.O.Williams: Sie wird von manchen Autoren als Vrydagzynea schumanniana Kraenzl. in die Gattung Vrydagzynea gestellt[2]
- Erythrodes tetrodonta Ormerod: Westliches Neuguinea
- Erythrodes torricellensis Schltr.: Papua-Neuguinea
- Erythrodes triloba Carr: Nördliches Borneo
- Erythrodes weberi Ames: Philippinen
- Erythrodes wenzelii Ames: Philippineninseln Leyte und Palawan